# アーバンカオス
『URBAN CHAOS』(アーバンカオス、Urban Chaos: Riot Response)は、PlayStation 2およびXboxで発売されているFPSである。製作はRocksteady Studios、販売はアイドス。日本ではPlayStation 2版のみ、スパイクより2007年6月28日に発売。CERO区分はD。

## 概要
プレイヤーは特殊部隊「T-Zero」の隊員ニック・メイソンとなり、街で暴虐の限りを尽くすギャング団「バーナーズ(BURNERS)」に立ち向かう。「T-Zero」とは「Tolerance-Zero」の略で、黙ってみていられないの意。
犯罪モノや戦争モノのFPSゲームと違い、本作におけるプレイヤーの立場は法執行官である。そのため、敵を殺害することが必ずしも推奨されているわけではなく、敵を逮捕するための武器(スタンガン、スタングレネード)も支給されている。
ミッションの開始前にはチャンネル7ニュースなる実写のニュース番組が流れ、さながら実際に暴動が発生したかのようなリアリティを演出している。

1999年に同タイトル、同開発元のURBAN CHAOSと言うクライムアクションゲーム風のTPSゲームとして海外版のPlayStation、ドリームキャスト、PCにて、同じアイドスから発売されていた。ゲーム内容は警官と自衛団の男女2人の主人公が街で悪の限りを尽すギャング団に立ち向かうと言うものである。
もともとRocksteady Studiosは世界観や設定はそのままに、新しいシリーズとして「Zero Tolerance: City Under Fire」という名称で発売する予定であったが、Technopop社が1994年に発売したメガドライブ向けゲームである「Zero Tolerance」がすでに存在しており、「Zero Tolerance」権利管理者であるRandel B. Reiss氏は「Zero Tolerance」の商標を保持していると述べ、また「Zero Tolerance 2」も開発していると発表したため、アイドス及び開発元は自身が所持しているIP「Urban Chaos」をそのまま引き継ぐ形でタイトル変更して発売した経緯がある。
本作はURBAN CHAOSの知的財産を元にしたタイトルだが、設定以外はこのゲームとの関連性はあまりなく、あくまでも別もののゲームとなっている。

## システム

### パートナー
本作では市街地での暴徒鎮圧を主眼においているため、一般の警察官、消防隊員、救急隊員等の力を借りてミッションを遂行していくこととなる。
- 警察官……拳銃を武器に一緒に戦ってくれる。一帯の確保を命じることができ、これを命じると一定箇所に留まって防衛してくれる。
- 消防隊……消防斧と背負い式の大型消火器を携行しており障害物や扉の破壊、消火を命じることができる。
- 救急隊……自分や、要救助者の治療を命じることができる。自分の治療は1度のミッションにつき三回までである。

その他、現場施設の作業員等に電力の確保やエレベータの作動などを要請することもある。これらの味方が死亡すると即座にゲームオーバーとなるので、誤射や爆発物には注意が必要である。

### 報酬
ミッションには普遍的な以下の四つの特別目標があり、これを各難易度(ルーキー･ベテラン・エリート・カオス)で達成していくごとにメダルを獲得できる。このメダルの獲得数によって、新たな武器が使用可能となったり、既存の武器がグレードアップしたりする。
- 「逮捕」……ギャングたちをスタンガン等で規定人数逮捕する。リーダーも数に含まれる。
- 「狙撃」……ヘッドショットで規定人数殺害する。
- 「生存」……ノーコンティニューでミッションをクリアする。
- 「証拠」……マップに散らばる5個のバーナーズ構成員の仮面をすべて回収する。

4つを一度に達成する必要はなく、ミッションに何度もチャレンジして1つずつ達成していくこともできる。また、最初から高難易度で達成した場合、それ以下の難易度のメダルも同時に獲得出来る。

### 防護盾
本作最大の特徴として、プレイヤーが装備する防護盾がある。この防護盾は基本的に正面からの攻撃をすべて防ぐことができ、またそれと同時に近寄ってきた敵を殴打することができるため、序盤では非常に心強く、人質救出などの状況以外ではほぼこの盾だけでごり押しすることも可能である。しかし、終盤になってくると敵が一気に多数肉薄してきたり、盾を蹴り飛ばす者もいたりする(その際ダメージを負うこともある)ため過信は禁物である。

## ミッション
- ホープ街警察署
- ウェストサイド運河
- ウェブスター街
- 市庁舎
- サウスゲート埠頭
- メトロ線
- 自動車工場
- フォーショープラザ
- エンジェルハイツ
- マクラミン街
- 宿舎

### 緊急ミッション
通常のミッションで登場するギャングのリーダーを一定数逮捕することで選択可能になる。
- ダウンタウン(合計1名逮捕で出現)
- サウスサイド区画(合計2名逮捕)
- 埠頭(合計4名逮捕)
- 下水道(合計6名逮捕)
- トンプソン街(合計8名逮捕)
- エンジェルハイツ(合計10名逮捕)

なお、緊急ミッションの制限時間は5分である(ダウンタウンのみ3分30秒)。このミッションではまだ承認されていない新しい武器が使え、かつクリアすればその武器が正式に配備となる。

## 登場武器

### T-Zero支給武器
メダルを獲得していくことでアップグレードが可能で、威力や弾数、携行数が向上したり、特殊機能が追加されるものもある。
- スタンガンMk.1〜Mk.2

初期装備の武器。敵に電撃を浴びせて攻撃する。電撃を喰らった敵は感電して行動不能となり、この時点で「逮捕」扱いとなる。現実のスタンガンと違って攻撃範囲は思いのほか広く、多少離れた敵にも攻撃できる。メダルを集めてアップグレードすると攻撃範囲が広くなり、使い勝手が向上する。
- ピストルMk.1〜Mk.4

初期装備の武器。オートマチック式の拳銃で、クセが無く使いやすい。メダルの獲得により最大4段階までアップグレードし、装弾数や威力の増加のほか、低倍率のスコープやフルオート連射機能などがつく。
- ショットガンMk.1〜Mk.3

緊急ミッションのクリアにより正式に使用可能になる武器。オートマチック式のショットガンで、近距離戦で真価を発揮する。アップグレードすると一度に携行できる弾数や威力が向上するほか、Mk.3になると銃身にフラッシュライトがつく。
- アサルトライフルMk.1〜Mk.3

ショットガンと同様、緊急ミッションのクリアにより正式に使用可能になる武器。最初からスコープを装備しているため狙撃に適しているほか、連射性能も高く中距離の撃ち合いでも頼りになる。アップグレードにより弾数や威力が向上するほか、スコープの倍率が上がってより遠くの敵も狙い撃つことができるようになる。さらにMk.3になると銃身にグレネードランチャーが装備され、強力なグレネード弾を発射可能になる。
- ミニガン

特定のミッション内の特定の場所でのみ使用可能。きわめて高い連射性能を誇り、多数の敵をまとめて薙ぎ払うことができる。攻撃ボタンを押してから弾が発射されるまで若干のタイムラグがあるのが難点だが、スピンボタンを押し続けていると銃身を空転させてその状態を保持することができ、この場合は即座に攻撃することができる。基本的に使用箇所の限られたイベント用武器だが、特定の条件を満たすと常時使用可能になる。
- スモークグレネード

発煙手榴弾。投擲すると周囲に白い煙を発生させる。この煙に包まれた敵は視界不良に陥り一時的に行動力が低下するため、ヘッドショットを狙いやすくなる。メダルを集めて「グレネードベルト」を入手すると一度に携行できる数が増える。
- ライオットグレネード(スタングレネード)

閃光手榴弾。投擲すると強烈な閃光を発する。閃光の近くにいた敵は行動不能に陥り「逮捕」扱いとなる。敵が多数集まっている場所に投げ込めば一網打尽にすることも可能。スモークグレネード同様、「グレネードベルト」の入手で携行数を増やすことが可能。
- 防護盾Mk.1〜Mk.2

「POLICE」（Mk.2になると『T-Zero』）のロゴが入った警察用のライオットシールド。ポリカーボネートのような透明な素材を用いており、盾を構えた際でもある程度前方の視界を確保することができる。材質は不明だが異常なまでに強固なのが特徴で、正面からの攻撃であれば銃弾だろうがロケット弾であろうがほぼ全て防いでくれる上、敵の攻撃をいくら防いでも壊れることはない（ただし、攻撃を受けると弾痕や傷がついていくため、盾を構えた際に前が見えにくくなることはある）。また、構えている時に攻撃ボタンを押すと盾で敵を殴りつけるシールドバッシュを行うことができる。アップグレードで軽量化がなされ、より素早く構えることが可能になる。

### バーナーズ使用武器
敵を倒して拾うことでプレイヤーも使用可能。T-Zero支給武器と異なりメダルを集めてもアップグレードはしない。
- クリーバー

大型の肉切り包丁。振り回して直接斬りつけるほか、セカンダリで投げナイフのように投擲することも可能。
- チェーンソー

形状から考えて、正確にはサーキュラソーと思われる。構えたまま敵に接近すると連続してダメージを与えることができる。
- 火炎瓶

敵や地面に着弾すると炎上する。投げて使うほか、セカンダリで瓶で殴りつける攻撃が繰り出せる。
- ネイルボム

手製の手榴弾で、パイプ爆弾のようなものと思われる。投擲すると爆発し、一度に複数の敵を巻き込むことが可能。通常はオーバースローで遠くに投げつけるが、セカンダリはアンダースローで地面を滑らせるように投擲する。
- 拳銃

ミッション中に発生する人質救出任務の際、人質を取ったバーナーズが装備しているオートマチックの拳銃。プレイヤーが拾って使用することはできない。
- マグナムピストル

6連発のリボルバー式の拳銃。装弾数が少なく連射性能も低いが、そのかわり一発の攻撃力がかなり高く、敵の胴体はもちろん、手足に当たっても一撃で倒すことができるほど。かなりクセは強いが、使いこなすと非常に強力な武器である。むろん、威力の高さは敵使用時も同様で、この武器を装備している敵と相対した際は特に注意が必要となる。
- マシンピストル

マイクロUZIに似た形状のマシンピストル。二丁でワンセットとなっており、常に二丁銃で使用する。装弾数の多さと連射力の高さはかなりのものだが集弾性が悪く、遠距離戦には不向き。通常のフルオート連射のほか、セカンダリで3点バースト射撃ができる。中盤以降はこの武器を装備した敵が多数出現して弾丸をばら撒いてくるため、苦戦を強いられる。
- ソードオフ・ショットガン

銃身を切り詰めた水平2連発散弾銃。銃器としては旧式で、序盤の敵がよく装備している。装弾数の少なさからあまり使い勝手は良くないものの、近距離射撃の威力はかなりのもの。セカンダリは2発の弾丸を一度に発射する、というもので、まともに当たった場合、敵を後方に吹き飛ばすほどの威力を発揮する。
- 小型アサルトライフル

タボールのような形をしたブルパップ方式のアサルトライフルで、終盤の敵の主力武器。マシンピストル同様、通常のフルオート連射と3点バースト射撃を撃ち分けることが可能で、集弾性も高い。特筆すべき機能などは無いがとりたてて大きな欠点も無く、全体的にバランスがとれていて扱いやすいため、バーナーズの使用武器のなかでは最も使い勝手が良い。
- グレネードランチャー

M79と思われる単発擲弾筒。通常の炸裂弾のほか、セカンダリでスモークグレネードと同じ効果のスモーク弾を発射できる。炸裂弾の威力は高いが単発ゆえに連射が効かず、リロードにも時間がかかるのが難点。また、この武器を装備している敵の出現数があまり多くないため、必然的に入手できる数も限られる。
- 防護盾

バーナーズのロゴが描かれたライオットシールドで、もともとは襲撃した警官などから強奪したものと推測される。T-Zero支給の防護盾とはデザインが異なるが強固な防御力は変わらず、これを構えている敵は正面からの攻撃をほとんど無力化してしまう。その上、この盾を所持した敵は必ずマグナムピストルを装備しているため、攻守共に侮れない強敵となっている。そのため手足など盾からはみ出している部分を狙うか、盾を構えていない時に攻撃を加えるといった工夫が必要となってくる。なお、基本的に敵を倒してもこの盾を拾って使用することはできないが、ラストミッションにあたる「宿舎」のみ、襲撃してきたバーナーズ残党の盾を奪取して使用することになる。
- ミニガン

特定のミッション内でのみバーナーズが使用してくる設置型のミニガン。恐るべき連射性能は敵使用時も変わらず、まともに攻撃を受けるとあっという間にハチの巣にされてしまう。銃座にいる敵を倒すことでプレイヤーが使用することも可能で、その場合はバーナーズをまとめてハチの巣にすることができる。

## 日本語版での仕様変更
日本語版では以下の仕様変更が行われている。
- 倒した敵の遺体が数秒で消える。
- 敵にスタンガンを浴びせすぎても炎上しない。
- ヘリのローターに巻き込まれたり、列車に轢かれて死亡するなど残虐描写のカット。
- 強力な武器でのヘッドショット時における欠損表現のカット。
- 緊急任務の人質がすべて同じ『ダウンタウンの人物』になっている。
- チャンネル7のレポーターの日本語で吹き替えられた台詞がボイスオーバーで流れる。